# Anna Joerakova
Anna Joerakova-Tsjernova (Russisch: Анна Юракова Чернова) (Kaloega, 7 september 1992) is een Russisch langebaanschaatsster.

## Loopbaan
Tsjernova begon in 2003 met schaatsen. In maart 2012 won ze met Tatjana Oesjakova, Aleksandra Stsjelkonogova en Olesja Tsjernega brons bij de ploegenachtervolging tijdens de wereldkampioenschappen schaatsen junioren 2012. In december 2013 werd ze achter Olga Graf tweede op de 5000 meter bij de Russische kampioenschappen afstanden, zodat ze zich ondanks een tegenvallend seizoen voor de Olympische Spelen van 2014 wist te kwalificeren. Op de Spelen werd ze in een nieuw persoonlijk record negende op de 5000 meter.
Bij de nationale allroundkampioenschappen van 2017 werd ze kampioene.

## Persoonlijke records
| 500m  | 41,48   | 6 januari 2017   | Heerenveen (Thialf)                |
| 1000m | 1.20,40 | 14 februari 2012 | Kolomna (Kometa)                   |
| 1500m | 1.59,51 | 16 november 2013 | Salt Lake City (Utah Olympic Oval) |
| 3000m | 4.00,55 | 10 december 2017 | Salt Lake City (Utah Olympic Oval) |
| 5000m | 6.57,27 | 11 februari 2017 | Gangneung (Gangneung Science Oval) |

## Resultaten
| Jaar | EK Allround          | WK Allround           | WK Afstanden        | Olympische Spelen | Wereldbeker                       | WK Junioren                                                                       |
| ---- | -------------------- | --------------------- | ------------------- | ----------------- | --------------------------------- | --------------------------------------------------------------------------------- |
| 2009 |                      |                       |                     |                   |                                   | 20e 1000m 12e 1500m 12e 3000m 13e allround (23e, 10e, 25e, 10e) 05e achtervolging |
| 2010 |                      |                       |                     |                   | 0p 3k/5k                          | 30e 1000m 15e 1500m 05e achtervolging                                             |
|      |                      |                       |                     |                   |                                   |                                                                                   |
| 2012 |                      |                       |                     |                   |                                   | 11e 1500m · 07e 3000m · 11e allround (25e, 10e, 12e, 7e) · achtervolging          |
|      |                      |                       |                     |                   |                                   |                                                                                   |
| 2013 |                      |                       |                     |                   | 0p 1500m 36r 3k/5k 27e massastart |                                                                                   |
| 2014 |                      |                       |                     | 9e 5000m          | 48e 1500m 31e 3000m               |                                                                                   |
| 2015 |                      |                       | 10e 3000m 7e 5000m  |                   | 45e 1500m 16e 3k/5k               |                                                                                   |
| 2016 |                      |                       | 11e 3000m 6e 5000m  |                   | 23e 3k/5k                         |                                                                                   |
| 2017 | DQ3 (15e, 4e, DQ, -) | 8e (20e, 5e, 13e, 4e) | 11e 3000m 04e 5000m |                   | 3k/5k                             |                                                                                   |